# Cronologia dos Jogos Olímpicos de Verão de 2020
Esta é uma cronologia dos destaques dos Jogos Olímpicos de Verão de 2020 em Tóquio, Japão. Esse evento é realizado de 23 de julho a 8 agosto de 2021. Originalmente sendo agendado para ocorrer de 24 de julho de a 9 de agosto de 2020, o evento foi adiado em março de 2020 devido à pandemia de COVID-19.

## Antes da cerimônia de abertura

### Dois dias antes (21 de julho de 2021)
- A seleção de futebol feminino dos Estados Unidos é derrotada por 3 a 0 pela Suécia, a mesma adversária que a eliminou nos Jogos Olímpicos de Verão do Rio de Janeiro.[1]

### Um dia antes (22 de julho)
- Um dia antes da cerimônia de abertura no Estádio Nacional, o diretor da cerimônia de abertura dos Jogos Olímpicos de Tóquio, Kentaro Kobayashi, é demitido por causa de piada sobre o Holocausto em um vídeo antigo.[2]
- Fethi Nourine, da Argélia, decide desistir da disputa de luta contra Tohar Butbul, de Israel, na categoria até 73 kg.[3]

## Depois da cerimônia de abertura

### 23 de julho
Cerimônia de abertura
- A cerimônia de abertura é realizada no Estádio Olímpico às 20:00 no horário local após um atraso de um ano devido à pandemia de COVID-19.[4][5][6]

### 24 de julho
- Ciclismo: Richard Carapaz, do Equador, conquista a medalha de ouro, tornando-se o primeiro atleta sul-americano a conquistar uma medalha de ouro na prova de estrada masculina.[7]
- Judô: Funa Tonaki, do Japão, é derrotada pela Distria Krasniqi, de Kosovo, na final feminina de até 48 quilos. A medalha de prata é a primeira do país anfitrião nos Jogos Olímpicos de Verão de Tóquio.[8]
- Levantamento de peso: Hou Zhihui, da China, conquista a medalha de ouro com uma pontuação total de 210 kg na prova de 49 kg feminina, quebrando o recorde olímpico.[9]
- Tiro: Yang Qian, da China, conquista a primeira medalha de ouro dos Jogos Olímpicos de Verão de Tóquio em prova de tiro de rifle de ar de 10 metros feminina.[10]

### 25 de julho
- Basquetebol: Uma equipe de basquetebol dos Estados Unidos é derrotatada por 83 a 76 pela França no grupo da rodada preliminar de basquetebol masculino, obtendo uma sequência de vitórias olímpicas nos Jogos Olímpicos de Atenas de 2004.[11]
- Daniel Cargnin, do Brasil, conquista a primeira medalha de bronze ao vencer o Baruch Shmailov, de Israel, na categoria até 66 kg.[12]
- Skate: Kelvin Hoefler, do Brasil, conquista a primeira medalha do mesmo país nos Jogos Olímpicos de Verão de Tóquio. Ele conquista a medalha de prata no street masculino ao somar 36,15 na final, ficando atrás apenas do Yuto Horigome, do Japão, que soma 37,18. Yuto Horigome conquista a primeira medalha de ouro olímpica de skate.[13][14]

### 26 de julho
- Arco e flecha: O torneio de arco e flecha é adiado devido a uma tempestade tropical que atinge o nordeste do Japão.[15]
- Levantamento de peso: Hidilyn Diaz, das Filipinas, torna-se a primeira atleta do mesmo país a ganhar uma medalha de ouro olímpica, vencendo na final da categoria até 55 kg do levantamento de peso feminino.[16]
- Remo: O torneio de remo é adiado devido a uma tempestade tropical que atinge o nordeste do Japão.[15]
- Skate: Momiji Nishiya, do Japão, conquista a primeira medalha de ouro no skate street feminino aos 13 anos e 203 dias, tornando-se uma das mais jovens campeãs olímpicas individuais da história dos Jogos Olímpicos.[17]

### 27 de julho
- Ginástica: Simone Biles, dos Estados Unidos, desiste da final da equipe feminina nos Jogos Olímpicos de Verão de Tóquio devido a um "problema médico".[18]
- Softbol: O Japão conquista a medalha de ouro no softbol nos Jogos Olímpicos de Tóquio, derrotando os Estados Unidos por 2 a 0.[19]
- Surfe: Italo Ferreira, do Brasil, conquista a primeira medalha de ouro do mesmo país nos Jogos Olímpicos de Tóquio ao derrotar Kanoa Igarashi, do Japão, na final do surfe masculino.[20]
- Surfe: Carissa Moore, dos Estados Unidos, tornas-se a primeira mulher a ganhar uma medalha de ouro no surfe em uma Olímpiada.[21]
- Tênis: Naomi Osaka, do Japão, é eliminada do torneio de tênis feminino, sendo derrotada pela tcheca Marketa Vondrousova por 2 sets a 0, com parciais de 6/1 e 6/4.[22]

### 28 de julho
- Ginástica: Simone Biles, dos Estados Unidos, desiste de disputar a final individual geral da ginástica feminina nos Jogos Olímpicos de Verão de Tóquio devido a uma saúde mental.[23][24]
- Natação: Caeleb Dressel, dos Estados Unidos, vence a final dos 100 metros livres masculinos com um tempo de 47,02 segundos, um recorde olímpico. É a primeira medalha de ouro olímpica individual de Dressel.[25]
- Natação: Zac Stubblety-Cook, da Austrália, conquista a medalha de ouro nos 200 metros peito masculino com um tempo de 2:06.38, um recorde olímpico.[25]
- Natação: Zhang Yufei, da China, conquista a medalha de ouro nos 200 metros borboleta feminino com um tempo de 2:03.86, um recorde olímpico.[25]
- Salto com vara: Na manhã, o Comitê Olímpico e Paralímpico dos Estados Unidos confirma que Sam Kendricks desistiu das Olimpíadas de Tóquio 2020 após testar positivo para Covid-19.[25]

### 29 de julho
- Basquete 3x3: A equipe masculina da Letônia e outra equipe feminina dos Estados Unidos conquistam a medalha de ouro nas finais do basquete 3x3.[26]
- Ginástica: Suni Lee, dos Estados Unidos, conquista a medalha de ouro na final da ginástica individual feminina, defendendo o título apesar da ausência da campeã da equipe, Simone Biles.[27]
- Ginástica: Daiki Hashimoto, do Japão, conquista a medalha de ouro na final da ginástica individual masculina.[28]
- Natação: Robert Finke, dos Estados Unidos, conquista a medalha de ouro no evento de estilo livre masculino de 800 metros com um tempo de 7:41.87.[25]

### 30 de julho
- Ginástica: Simone Biles, dos Estados Unidos, desiste de disputar as provas individuais de barras assimétricas e salto.[29]
- Tênis: Novak Djokovic, da Sérvia, é derrotado por Alexander Zverev, da Alemanha, por 1/6, 6/3 e 6/1 nas semifinais de simples de tênis.[30]

### 31 de julho
- Atletismo: A velocista nigeriana Blessing Okagbare é suspensa provisoriamente das Olimpíadas de Tóquio após testar positivo para hormônio do crescimento humano, de acordo com a Athletics Integrity Unit (AIU), um órgão independente que combate o doping.[31]
- Ginástica: A USA Gymnastics anuncia que Simone Biles desiste da competição individual de solo.[31]
- Natação: Caeleb Dressel, dos Estados Unidos, conquista sua terceira medalha de ouro em Tóquio 2020 ao vencer os 100 metros borboleta masculinos e estabelece um recorde mundial.[31]
- Natação: Kaylee McKeown, da Austrália, conquista seu segundo ouro nos 200 metros costas femininos.[31]
- Natação: Katie Ledecky, dos Estados Unidos, conquista a medalha de ouro nos 800 metros livres femininos, a terceira Olimpíada consecutiva em que ela venceu o evento.[31]
- Natação: A equipe do Reino Unido conquista a medalha de ouro ao estabelecer um recorde mundial no revezamento medley misto de 4x100 metros.[31]
- Tênis: Luisa Stefani e Laura Pigossi, do Brasil, conquistam a primeira medalha olímpica do mesmo país no tênis, vencendo Elena Vesnina e Veronika Kudermetova, do ROC, por 2 sets a 1 (4/6, 6/4, 11/9) na disputa de duplas. Recebem a medalha de bronze.[32]

### 1 de agosto
- Atletismo: Marcell Jacobs, da Itália, conquista a medalha de ouro na prova masculina de 100m rasos com o tempo de 9,80.[33][34]
- Atletismo: Yulimar Rojas quebra o recorde mundial feminino do salto triplo e conquista a medalha de ouro para a Venezuela.[33][34]
- Atletismo: Jasmine Camacho-Quinn, de Porto Rico, conquista a medalha de ouro nos 100 metros com barreiras femininos com o tempo de 12,37 segundos.[34]
- Atletismo: Miltiadis Tentoglou, da Grécia, ganha a medalha de ouro no salto em distância masculino com um salto de 8,41 metros.[34]
- Ginástica: A USA Gymnastics confirma que Simone Biles não participará da final do solo feminino.[33]
- Ginástica: Nina Derwael, da Bélgica, conquistou a medalha de ouro na prova das barras assimétricas.[34]
- Ginástica: Rebeca Andrade, do Brasil, conquista a medalha de ouro na prova de salto. A medalha de ouro é a segunda de Andrade nos Jogos de Verão. O ouro de Andrade é o primeiro ouro do Brasil na ginástica feminina.[34]
- Golfe: Xander Schauffele, dos Estados Unidos, conquista a medalha de ouro no evento de golfe masculino após terminar em -18.[33]
- Tênis: Alexander Zverev, da Alemanha, conquista a medalha de ouro no tênis depois de derrotar Karen Kachanov, do Comitê Olímpico Russo, por 6-3 e 6-1.[33][34]

### 2 de agosto
- Atletismo: Malaika Mihambo, da Alemanha, conquista a medalha de ouro na prova feminina do salto em distância.[35]
- Ginástica: Karsten Warholm, da Noruega, conquista a medalha de ouro, estabelecendo um recorde mundial de 45,94 e quebrando a marca de 46 segundos pela primeira vez.[35]

### 3 de agosto
- Boxe: Sena Irie, do Japão, torna-se a primeira mulher do mesmo país a ganhar a medalha de ouro no boxe olímpico, derrotando Nesthy Petecio, das Filipinas, por decisão unânime para levar o título da categoria peso-pena.[36]

### 5 de agosto
- Hóquei: A Índia conquista a primeira medalha de bronze de hóquei masculino em 41 anos, derrotando a Alemanha por 5 a 4.[37]

### 6 de agosto
- Atletismo: O Comitê Olímpico Internacional (COI) expulsa dois treinadores da Bielorrússia da Vila Olímpica por causa do escândalo da velocista Krystsina Tsimanouskaya nos Jogos de Tóquio.[38][39]
- Atletismo: Marileidy Paulino, da República Dominicana, conquista a medalha de prata na final dos 400 metros com o tempo de 49,20, conquistando a primeira medalha do mesmo país no atletismo feminino.[40]
- Atletismo: Allyson Felix, dos Estados Unidos, torna-se a mulher mais condecorada da história da pista olímpica no atletismo feminino, após conquistar a medalha de bronze na final dos 400 metros.[41]
- Futebol: Quinn, da equipe do Canadá, torna-se a primeira atleta transgênera a ganha uma medalha de ouro  no futebol feminino após derrotar a Suécia por 3 a 2 nos pênaltis da final do torneio.[42]

### 7 de agosto
- Atletismo: Peres Jepchirchir, do Quênia, conquista a segunda medalha de ouro consecutiva do mesmo país, vencendo a compatriota Brigid Kosgei na maratona olímpica feminina em Sapporo.[43]
- Beisebol: O Japão conquista a primeira medalha de ouro olímpica no beisebol masculino, derrotando os Estados Unidos por 2 a 0 na final.[44]
- Basquetebol: Os Estados Unidos conquistam a quarta de ouro consecutiva após vencer a França na final do basquetebol masculino.[45]
- Futebol: O Brasil conquista a segunda medalha de ouro consecutiva após vencer a Espanha por 2 a 1 na prorrogação na final do futebol masculino.[46]
- Golfe: Mone Inami, do Japão, conquista a primeira medalha de golfe para o mesmo país, ganhado a medalha de prata após ser derrotada pela medalhista Nelly Korda, dos Estados Unidos, no torneio de golfe feminino.[47]

### 8 de agosto
- Volêi: Os Estados Unidos conquista a primeira medalha de ouro do mesmo país no volêi feminino, derrotando o Brasil. É a quarta medalha total dos Estados Unidos no esporte, depois de ganhar as pratas em 1984, 2008 e 2012.[48]

Cerimônia de encerramento
- A cerimônia de encerramento é realizada no Estádio Olímpico às 20 horas no horário local.[49]